# Herfølge BK
Herfølge Boldklub var en fotbollssklubb från Herfølge, Køge kommun på ön Själland, sydväst om Köpenhamn i Danmark. Hemmamatcherna spelades på Herfølge Stadion. Klubben bildades 1921. Säsongen 1999/2000 vann Herfølge BK den danska Superligaen, men åkte säsongen därpå ur serien. 2009 fusionerade klubben sig med Køge BK och bildade den nya klubben HB Køge. 

## Meriter
- Danska mästare: 1999/2000.

## Svenska spelare
- Billy Berntsson
- Mikael Rynell
- Björn Stringheim
- Magnus Tappert